# Sârbi (okręg Bihor)
Sârbi – wieś w Rumunii, w okręgu Bihor, w gminie Sârbi. W 2011 roku liczyła 1081 mieszkańców.